# Jember
Jember est une ville de la province de Java oriental en Indonésie. Elle donne son nom au Kabupaten de Jember.

## Éducation
Jember possède une université.

## Tourisme et transport
Jember est située sur la voie ferrée qui relie Surabaya à Banyuwangi, le port d'embarquement pour Bali.

## Galerie

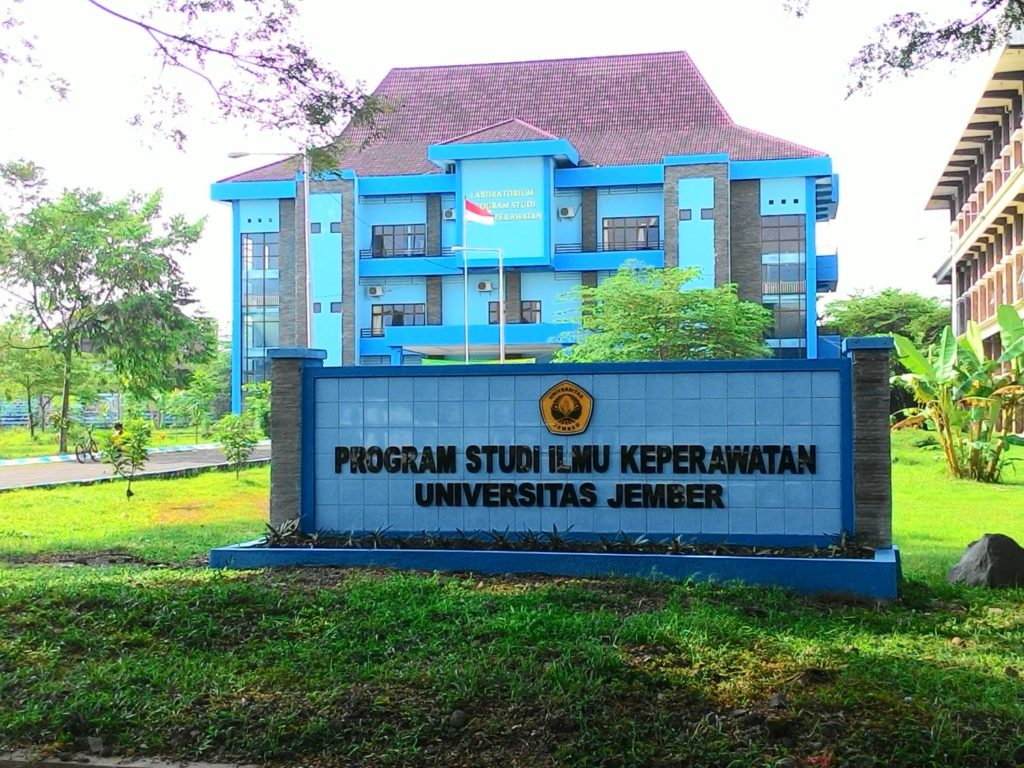
L'université de Jember
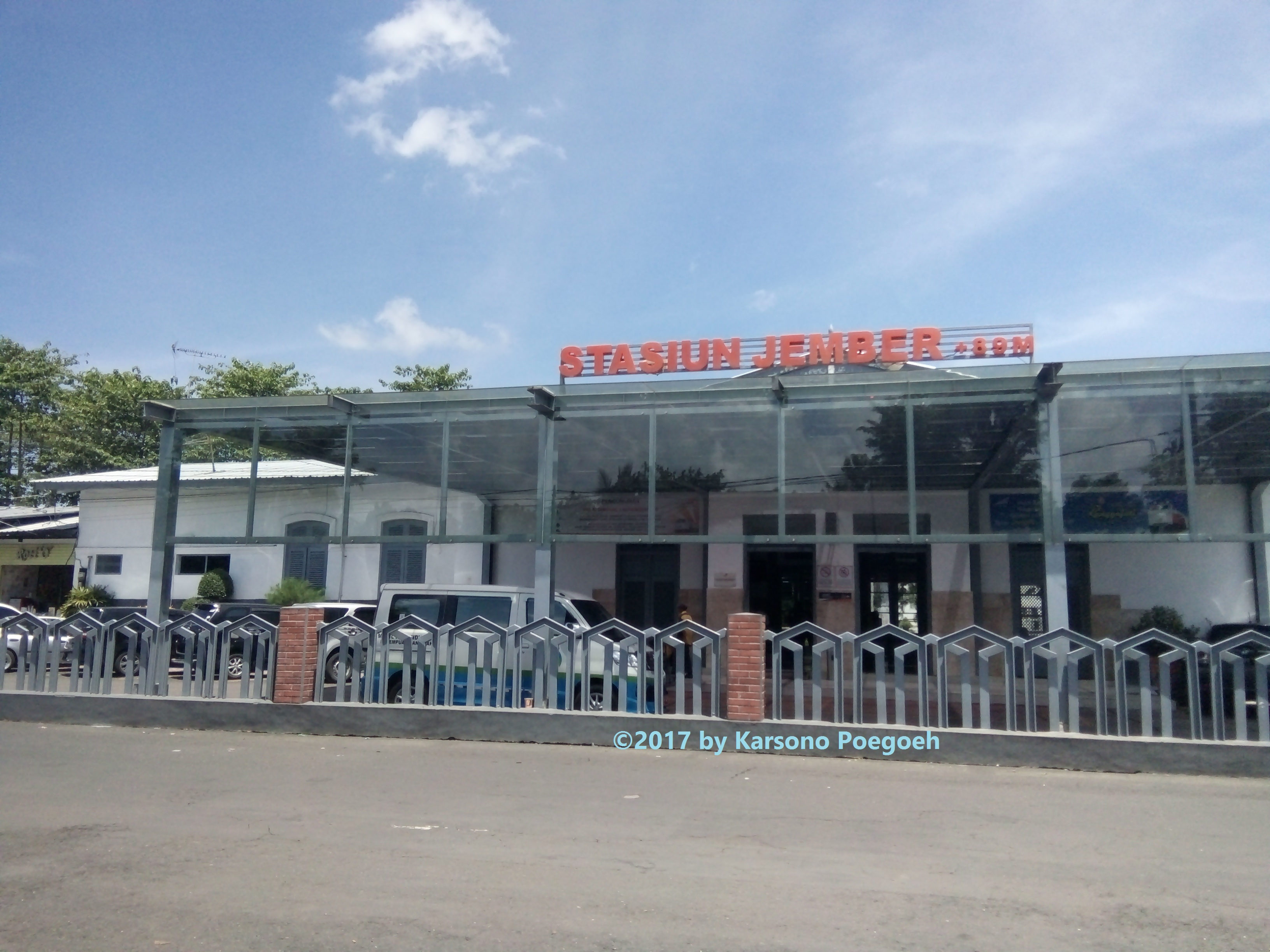
La gare de Jember rénovée